# صورت‌بندی

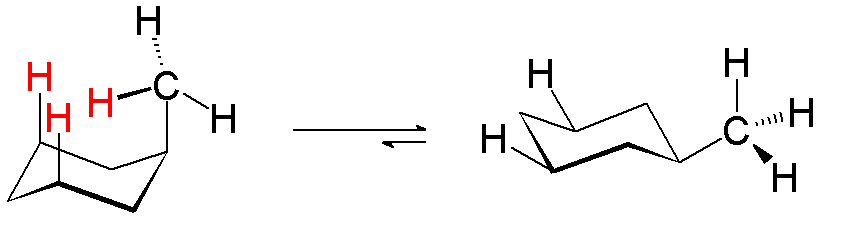
صورت‌بندی

صورت‌بندی (به انگلیسی: Conformation)، به آرایش‌های گوناگون اتم‌ها که بتوانند به وسیله چرخش حول پیوندهای ساده به یکدیگر تبدیل شوند  خوانده می‌شوند.
آرایش I را صورت‌بندی پوشیده و آرایش II را صورت‌بندی نپوشیده می‌نامند. (صورت‌بندی‌های نامحدود واسط را صورت‌بندی تابدار گویند)
صورت‌بندی‌های گوناگون مربوط به حداقل انرژی به نام ایزومرهای صورت‌بندی‌ شده خوانده می‌شوند. ایزومرهای صورت‌بندی‌ شده تنها از نظر طرز قرار گرفتن اتم‌ها در فضا تفاوت دارند.